# 日鉄住金鋼鉄和歌山
日鉄住金鋼鉄和歌山株式会社（にってつすみきんこうてつわかやま）は、かつて存在した製鉄会社。
2003年11月1日に住友金属工業（現・日本製鉄）、台湾の中国鋼鉄、住友商事の3社による住友金属工業和歌山製鉄所上工程合弁事業の一環として同製鉄所から粗鋼生産工程を分離して設立され、上記3社の合弁会社として設立された持株会社の東アジア連合鋼鐵の子会社となった。
その後、新日本製鐵（現・日本製鉄）、神戸製鋼所からも資本参加を受け両社への鉄鋼半製品の供給も開始した。
債務超過会社となっていたが、新日鐵住金に第三者割当増資を行って債務超過を解消し、2018年4月1日付で同社に吸収合併され解散した。
本社所在地は和歌山県和歌山市湊1850番地であった。

## 沿革
- 2003年 - 住友金属工業和歌山製鉄所の粗鋼生産工程を分離し、住金鋼鉄和歌山として設立
- 2003年 - 持株会社の東アジア連合鋼鐵へ株式譲渡
- 2005年 - 新日本製鐵、神戸製鋼所からも資本参加
- 2012年 - 日鉄住金鋼鉄和歌山株式会社に社名変更
- 2018年 - 新日鐵住金に吸収合併され解散

## 製品の種類
鉄鋼半製品
- 鉄鋼スラブ
- 鉄鋼ビレット